# Itaguaí
Itaguaí là một đô thị thuộc bang Rio de Janeiro, Brasil. Đô thị này có diện tích 272 km², dân số năm 2007 là 103515 người, mật độ 380,6 người/km².